# Dorothea Puente
Dorothea Helen Puente (nascido Gray; 9 de janeiro de 1929 – 27 de março de 2011) foi uma assassina em série americana. Na década de 1980, Puente mandava numa hospedaria em Sacramento, Califórnia, e assassinou vários idosos e pensionistas com deficiência mental antes de descontar seus cheques de seguridade social. Sua contagem total chegou a nove assassinatos confirmados e seis não confirmados. Jornais da época apelidaram Puente de "Death House Landlady" ("Senhoria da Casa da Morte").
Nascida em Redlands, Califórnia, Dorothea teve uma infância difícil. Seu primeiro casamento foi quando tinha dezesseis anos com Fred McFaul. No final, ela se casou quatro vezes e teve pelo menos uma filha, que foi entregue para a adoção. Seu terceiro casamento foi com Roberto Jose Puente, sendo o sobrenome que ela acabou ficando conhecida. Quando jovem, foi presa algumas vezes por furto e por passar cheques falsificados. Em 1961, quando internada num hospital, chegou a ser diagnosticada como uma criminosa patológica. No final da década de 1970, ela abriu uma casa de apoio para alcóolatras, drogados, sem tetos e pessoas com deficiências mentais. Em 1978, ela foi presa por furtar cheques e dinheiro enviados aos seus inquilinos, mas ela acabou sendo solta em liberdade condicional.
Seu primeiro assassinato teria acontecido em outubro de 1982, sendo Ruth Monroe, uma amiga dela. Sua última vítima foi Ruth Monroe, que desapareceu em novembro de 1988. No geral, Puente foi acusada de nove homicídios: seu namorado, Everson Gillmouth, de 77 anos; sua amiga Ruth, de 61 anos; Leona Carpenter, de 78 anos; Alvaro "Bert/Alberto" Gonzales Montoya, de 51 anos; Dorothy Miller, de 64 anos; Benjamin Fink, de 55 anos; James Gallop, de 62 anos; Vera Faye Martin, de 64 anos; e Betty Palmer, de 78 anos. De acordo com os investigadores, a maioria de suas vítimas foram drogadas até terem uma overdose; Puente embrulhava os cadáveres em lençóis e forro de plástico antes de arrastá-los para abrir fossos no quintal para o enterro. Inicialmente, Dorothea Puente não foi considerada uma suspeita pelas autoridades policiais e ela logo fugiu. Alguns dias depois, contudo, ela foi identificada e presa em Los Angeles.
Dorothea foi levada a julgamento por nove assassinatos. Ela afirmou ter assassinado ninguém de forma premeditada, com seus advogados de defesa afirmando que a motivação dela era apenas financeira e que as mortes foram acidentes. Seus advogados disseram que ela era uma senhora caridosa que cuidou de várias pessoas abandonadas. Outras testemunhas, contudo, alegaram que ela era, na verdade, uma manipuladora, mentirosa, ambiciosa e fria. O julgamento levou meses e no final Dorothea foi sentenciada a prisão perpétua sem chance de liberdade condicional. Ela foi encarcerada na prisão feminina de CCWF, em Chowchilla, Califórnia. Durante todo o seu tempo aprisionada, Dorothea manteve que era inocente e que as vítimas morreram de causas naturais.
Dorothea Puente faleceu na prisão, em 27 de março de 2011, de causas naturais; ela tinha 82 anos.